# Venus från Willendorf

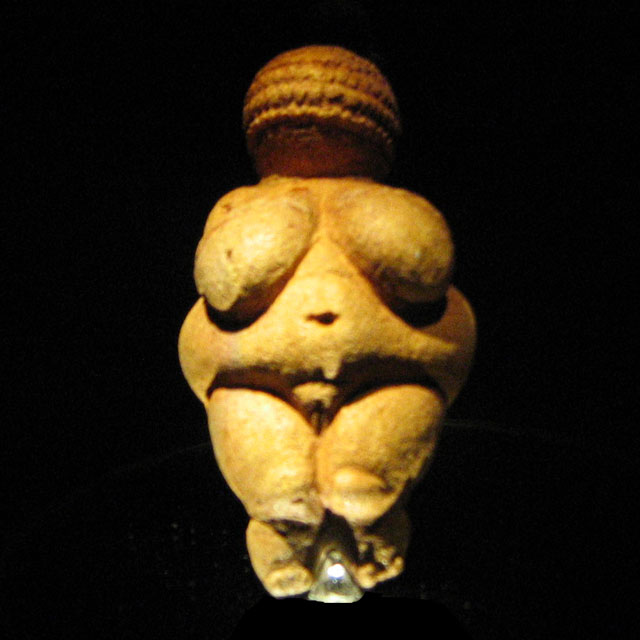
Venus från Willendorf.

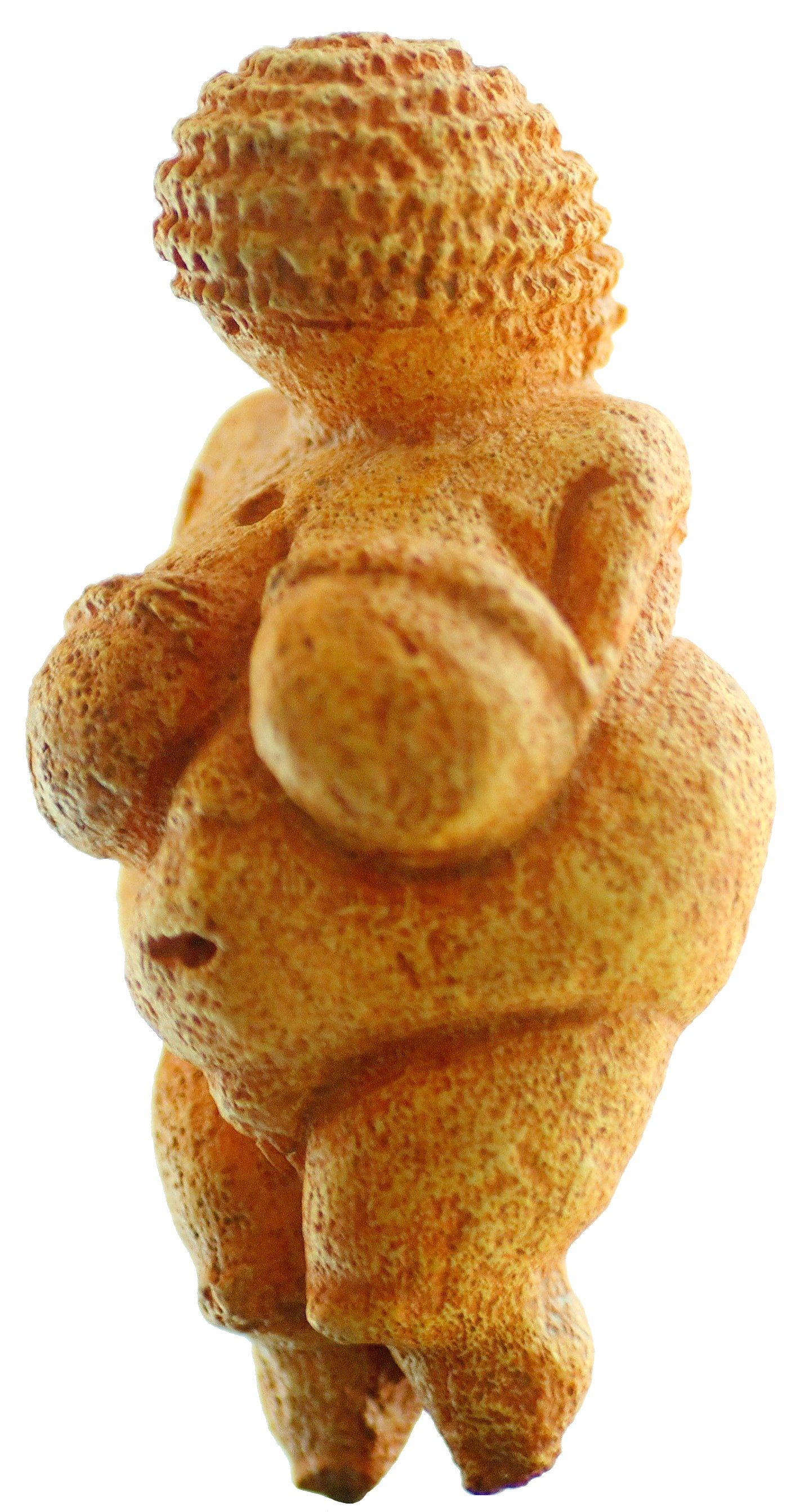
Venus från Willendorf.

Venus från Willendorf är en 11,1 cm hög paleolitisk venusfigurin tillverkad i kalksten. 
Figuren påträffades vid en utgrävning i Willendorf i Niederösterreich. Statyetten kom i dagen den 7 augusti 1908 och hittades av arkeologen Josef Szombathy. Den är snidad i kalksten av en oolitisk bergart mest lik en oolitisk sten från Brno-området trodde man, men datortomografi avslöjade att materialet troligen kommer från Pannonien i Wachau. Oolit är ovanligt vid fyndplatsen. Venusstatyetten har färgats med rödockra.
Figurinen har blivit något av en ikon för förhistorisk konst. Hur den tillverkades och vilken kulturell betydelse den kan ha haft är omstritt. Cirka 120 venusfiguriner har återfunnits i Europa. De har daterats till mellan- och senpaleolitikum. Den äldsta figuren är från Höhle Fels och är 35 000 år gammal. Venus från Willendorf finns på Naturhistorisches Museum i Wien.

## Datering
Radiokarbondateringar av statyetten angavs under en längre tid till omkring 25 000 års ålder. Efter mätningar 2014 dateras det yngsta kulturskiktet till 24 900 C-14 år BP  vilket ger en ålder kalibrerat av 27 150 till 26 859 år, Statyn hittas i detta lager.

## Ikonografiska jämförelser
Liknande Venusfigurer har en spridning från Frankrike till Ryssland. I utformningen liknar Venus från Willendorf venusfigurer främst i östra Europa. Ryska venusar avbildar mogna kvinnor och har ofta stora magar och stora bröst. Många har band på kroppen avbildade. Huvudet år böjt framåt i likhet med Venus av Willendorf. Figurerna är avbildade halvsittande, till exempel venusar från Gagarino. Venus från Willendorf bär armband vilket också figurerna från Kostenki gör. I likhet med Venus från Lespugue har Venus von Willendorf armarna över bröstet.
De sibiriska skulpturerna avbildas däremot oftare med ansikten och kläder. Abstrakta avbildningar med kvinnligt och manligt symbolspråk kan också dokumenteras. Figuriner föreställande kvinnohuvuden som Venus från Brassempouy i Frankrike och Venus från Dolní Věstonice i Mähren som är ansiktslöst. Möjligen har detta representerat olika saker. Skillnaderna i ikonografi från mellersta senpaleolitikum är inte slumpmässiga tillfälligheter. Det finns likheter med spridning över stora delar av Europa, men också regionala drag i vissa områden.
Den överdrivna storleken på figurinens venusberg, lår, bröst och mage har tolkats som att det rör sig om en fertilitetssymbol. Hennes små armar är korsade över bysten och hon har inget synligt ansikte. Huvudet är täckt av något som skulle kunna vara hårflätor eller en huvudbonad.
Willendorf-figuren kallades i början för päronet på grund av sin form. Benämningen Venus  var en följd av 1800-talets manschauvinistiska humor då figuren jämfördes med det mer grekiska och romerska idealet i statyn Venus från Milo, men det speglade också dåtidens syn på det som ansågs vara primitivt. Om detta säger den amerikanske konsthistorikern Christopher Witcombe: "Den ironiska jämförelsen mellan denna form av figuriner och Venus tillfredsställde på ett lyckosamt sätt vissa av den tidens antaganden om det primitiva, om kvinnor och om smak". Han föredrar att figurer Kvinnan från Willendorf för att avmystifiera den.
Saartjie Baartman, en kvinna av Khoikhoi, ställdes ut i Europa, framför allt i Paris, mellan 1810 och hennes död 1815. Hon visades upp delvis naken i en bur, och porträtterades som knappt mänsklig och mycket längre ner på den evolutionära skalan än västeuropéer. Akademiska studier om henne publicerades av Georges Cuvier, som skrev om obduktionen av hennes kropp och skillnader i anatomi i hennes kropp som betonade hennes steatopygi. Detta ledde till ett långvarigt intresse bland forskare och på Musée de l’Homme. Museet i Paris visade en avgjutning av hennes kropp och ställde ut hennes skelett till 1970-talet. Den akademins forskningen i Frankrikes syn på ras präglades kraftigt av Saartjie Baartman under 1800-talet, samtidigt som de paleolitiska kvinnoavbildningarna hittades och de sågs ha kopplingar sinsemellan. Hottentot Venus var en avsiktlig anspelning gudinnan Venus, men inte till skönhet utan istället total brist på skönhet i vita europeiska mäns ögon. Vissa forskare idag vill därför inte använda termen Venusfigurer som de menar har sitt ursprung i denna rasism.
Delar av det vetenskapliga samfundet avvisar att begreppet Moder Jord-gudinna kan tillämpas på den paleolitiska tidens Europa.Några menar att fetma betydde hög status hos jägar-samlar-folk, och hon kunde vara en symbol för säkerhet och framgång, kopplad till god tillgång på mat.
Statyns fötter är alldeles för små för att den ska kunna stå av sig själv, och detta gäller flertalet venusfigurer, och därför har det spekulerats över att den kanske var avsedd att hållas i handen, snarare än att bara beskådas. Vissa arkeologer tror att det snarare är en bild av Moder Jord än en lyckoamulett. Andra har sett det som en avbild av Grossmutter (far-morföräldrar).